# Problème de plongement
En théorie de Galois, le problème de plongement est une généralisation du problème de Galois inverse. Celui ci demande si une extension galoisienne donnée peut être incluse dans une extension galoisienne de telle manière que la restriction entre les groupes de Galois correspondants soit donnée.

## Définition
Etant donné un corps K et un groupe fini H, on peut se poser la question suivante (problème de Galois dit inverse). Existe-t-il une extension galoisienne F/K de groupe de Galois isomorphe à H. Le problème de plongement est une généralisation de ce problème :
Soit L/K une extension galoisienne de groupe galoisien G et soit f : H → G un épimorphisme. Existe-t-il une extension galoisienne F/K de groupe de Galois H et un plongement α : L → F fixant K sous lequel l'application de restriction du groupe de Galois de F/K au groupe de Galois de L/K coïncide avec f ?
De manière analogue, un problème de plongement pour un groupe profini F consiste en les données suivantes : Deux groupes profinis H et G et deux épimorphismes continus φ : F → G et F : H → G. Le problème de plongement est dit fini si le groupe H l'est. Une solution (parfois aussi appelée solution faible) d'un tel problème de plongement est un morphisme continu γ : F → H tel que φ = f γ . Si la solution est surjective, on parle de solution propre.

## Propriétés
Les problèmes de plongement fini caractérisent les groupes profinis. Le théorème suivant donne une illustration de ce principe.
Théorème. Soit F un groupe profini à générateurs dénombrable. Alors
1. F est projectif si et seulement si tout problème de plongement fini pour F est soluble.
2. F est libre de rang dénombrable si et seulement si tout problème de plongement fini pour F est proprement soluble.